# Jeremiah (serie televisiva)
Jeremiah è una serie televisiva di fantascienza, liberamente ispirata all'omonimo fumetto francese del belga Hermann Huppen. Nonostante i nomi in comune, non ci sono però molte somiglianze tra la serie e il fumetto.
La sceneggiatura della serie tv è di J. Michael Straczynski, autore noto al grande pubblico televisivo per la serie Babylon 5.
La prima stagione è stata trasmessa nel 2001 seguita nel 2002 dalla seconda stagione, durante la cui produzione dissapori artistici con la produzione hanno portato J. Michael Straczynski ad abbandonare la serie, di cui non è attualmente prevista una terza stagione.

## Trama
L'anno è il 2021, 15 anni dopo che una pestilenza ha ucciso quasi tutti (sia l'evento che il virus stesso sono indicati come "The Big Death" e "The Big D"). Due ragazzi, Jeremiah e Kurdy, si incontrano e uniscono le forze con quelli all'interno di "Thunder Mountain" e aiutano a ricostruire la civiltà. Jeremiah sta cercando il "settore Valhalla" dove suo padre potrebbe essere ancora vivo.
L'omonimo Jeremiah è un semi-solitario che ha trascorso gli ultimi 15 anni viaggiando avanti e indietro attraverso gli Stati Uniti, cercando da vivere e cercando un posto chiamato "Valhalla Sector" (i resti di Raven Rock), che suo padre— un ricercatore virale - aveva menzionato a Jeremiah come possibile rifugio poco prima di scomparire nel caos della "Grande Morte". Una sosta nella città commerciale di Clarefield, nel Colorado, porta Jeremiah a collaborare con un altro viaggiatore solitario di nome Kurdy, prima di essere imprigionato dal signore della guerra della città in una cella con Simon, che vuole reclutare Jeremiah per un'organizzazione vaga e misteriosa. Con l'aiuto di Kurdy, Jeremiah e Simon scappano, ma Simon viene ferito a morte nel processo.
Seguendo le istruzioni date loro dal morente Simon, Jeremiah e Kurdy riportano il camion di Simon a "Thunder Mountain", i resti del NORAD complesso, dove scoprono un gruppo ben organizzato ed attrezzato che opera fuori dalla base, guidato da Marco Alessandro. Markus sceglie di impiegare Jeremiah e Kurdy come squadra di ricognizione per sostituire l'ormai morto Simon e il suo partner, rimandando i due ragazzi fuori per raccogliere informazioni in preparazione del momento in cui la montagna dovrà iniziare a ricostruire il mondo.
Nel corso della prima stagione, il gruppo incontra sempre più minacce provenienti dal Settore Valhalla, che scoprono essere un complesso di bunker sigillato e pesantemente armato nella Virginia Occidentale, utilizzato per ospitare i resti del governo e della leadership militare degli Stati Uniti durante la Grande Morte. . I sopravvissuti hanno in programma di ricostruire il mondo in uno stampo autoritario, combinando il loro potere militare con i tentativi di controllare lo stesso virus "Big Death" per spazzare via la resistenza massacrando le popolazioni non conformi. La seconda metà della prima stagione riguarda principalmente gli sforzi di Jeremiah e Thunder Mountain per fermare il Valhalla Sector.
Dopo la sconfitta finale del Settore Valhalla negli episodi di apertura della seconda stagione, emerge una nuova minaccia sotto forma di un esercito crociato dall'est, guidato da una misteriosa figura profetica nota come Daniel. La stagione 2 affronta l'imminente conflitto tra le comunità di sopravvissuti unificanti sotto Thunder Mountain e l'avanzata dell'esercito di Daniel.